# Puka alközség
Puka alközség harmadik szintű közigazgatási egység Albánia északnyugati részén, Shkodra városától légvonalban 32, közúton 56 kilométerre keleti irányban, a Puka–Mirditai-hegyvidék nyugati részén. Shkodra megyén belül Puka község része. Székhelye Puka, további települése Lajthiza. A 2011-es népszámlálás alapján az alközség népessége 3607 fő.
Az alközség a Puka–Mirditai-hegyvidék (Malësia Pukë-Mirditë) nyugati részén, a Pukai-medence (Gropa e Pukës) földrajzi kistáján fekszik, 600-900 méter közötti tengerszint feletti magasságban. Délről a Kumbulaj-hegy (Maja e Kumbulajt, 1459 m), északról pedig a Gomina-patak (Përroi i Gominës) völgye határolja. Az alközség területét átszeli az SH5-ös, Shkodrát Kukës városával összekötő főút.
A terület az ókor óta lakott, a mai Puka helyén állt az illír Epikaria (Ἐπικάρια) települése, amely később, a tengerparti illír városokat, Lisszoszt és Szkodrát a Dardániával összekötő út egyik fontos állomása volt (a római időkben már Ad Picaria néven). Döntően muszlim lakossága hagyományosan mezőgazdasággal foglalkozott. Pukát a 20. század második felében fejlesztették várossá, adminisztratív központtá, némi könnyűiparral.
Elsősorban a környék természeti értékeinek és épített emlékeinek köszönhetően népszerű kirándulóhely, emellett Albánia síközpontjainak egyike. Nevezetes gombatermesztéséről és aszalt gyümölcseiről. Puka városában helytörténeti múzeum és a költő-író Migjeninek (1911–1938) emléket állító iskolamúzeum várja az érdeklődőket.